# Vasile Selejan
Vasile Selejan (* 12. November 1948) ist ein ehemaliger rumänischer Radrennfahrer.

## Sportliche Laufbahn
Selejan wurde 1968 Dritter der Rumänien-Rundfahrt hinter Walter Ziegler. Dabei gewann er drei Etappen. 1973 konnte er dann Zweiter hinter Teodor Vasile werden. 1974 gewann er die Bergwertung in dem Etappenrennen. 1969 wurde er Vize-Meister im Straßenrennen.
An der Internationalen Friedensfahrt nahm er sechsmal teil, der 38. Platz 1970 war dabei sein bestes Resultat in der Gesamteinzelwertung, er beendete das Etappenrennen bei allen seinen Teilnahmen.

## Berufliches
Nach seiner aktiven Laufbahn war er als Generalsekretär des rumänischen Radsportverbandes tätig.